# Kulturdonnerstag

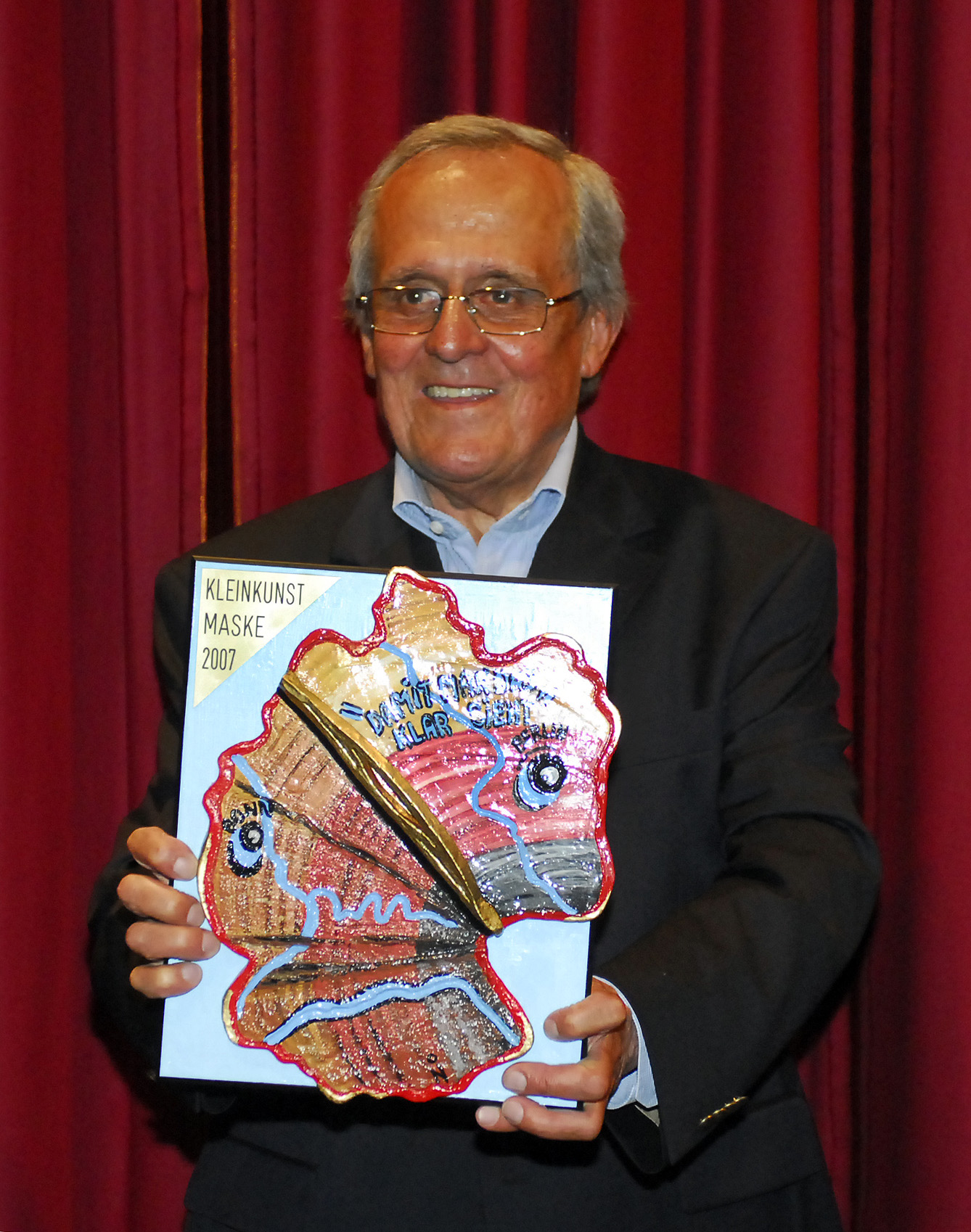
Dieter Hildebrandt mit der Garchinger Kleinkunstmaske, 19. April 2007

Der Kulturdonnerstag war in der Zeit von 1976 bis 2008 eine Kleinkunstreihe der Volkshochschule im Norden des Landkreises München e. V.  Insbesondere gab es Kabarett, Satire, Liedermachern, aber auch Varieté- und Chanson-Abende und neuere Volksmusik. Initiator und Organisator der Kulturdonnerstage war vhs-Leiter Herbert Becke. Er erhielt u. a. für diese engagierte Kulturarbeit den Tassilopreis der Süddeutschen Zeitung.
Ab 1981 wurde diese Reihe im Garchinger Bürgerhaus als Abonnement jeweils immer am 1. Donnerstag eines Monats durchgeführt.  Der KuDo hatte Kultstatus, weit über die Grenzen des Münchner Nordens hinaus. Die letzten 25 Jahre war jeder Abend mit 750 Besuchern ununterbrochen ausverkauft, einzigartig für Kleinkunst im deutschsprachigen Raum. Was in der Kleinkunstszene „Rang und Namen“ hatte, trat hier auf. Aber auch viele heutige Stars waren dort erstmals vor so vielen Zuschauern zu sehen. z. B. Django Asül, Willy Astor, Eckart von Hirschhausen oder Konstantin Wecker. 
Insgesamt wurden 247 Veranstaltungen mit über 156.000 Besuchern durchgeführt.
Von 1990 bis 2007 wurde einmal im Jahr ein Publikumspreis vergeben: die Garchinger Kleinkunstmaske, eine Keramikmaske, individuell auf die jeweiligen Preisträger zugeschnitten. Ausnahme war im Jahr 2002 in dem die Garchinger Kleinkunstmaske an zwei Künstler gleichzeitig ging, weil die Zuschauer diese gleich bewerteten.